# Богословський Євген Степанович
Євген Степанович Богословський (рос. Евгений Степанович Богословский) — радянський сходознавець, єгиптолог, фахівець з організації давньоєгипетського суспільства в період Нового царства, доктор історичних наук.

## Біографія
Навчався на історичному факультеті Пермського університету. Під час навчання активно співпрацював у газеті «Пермський університет». Закінчив університет в 1964 році, одразу ставши аспірантом відомого історика Л.Ю. Кертмана. Близько двох років він навчався тут, постійно листуючись і консультуючись з найбільшим єгиптологом М.Е. Матьє.
Оскільки єгиптологія, якою був захоплений Є.А, Богословський, була поза сферою наукових інтересів Л. Ю. Кертманавін поступив в аспірантуру Державного Ермітажу, де його науковим керівником став Б. Б. Піотровський.
З 1968 року — науковий співробітник Ленінградського відділення Інституту сходознавства.
У 1968 році захистив кандидатську дисертацію («Слуги фараонів, богів і приватних осіб»), в 1986 році — докторську дисертацію «Давньоєгипетські майстри (за матеріалами з Дейр ель-Медіна)».
Спеціалізувався з соціально-економічної історії Єгипту епохи Нового царства. Був одним із найбільших у світі знавців пам'яток з фіванського некрополя в Дейр-ель-Медіні.
Пам'яті Є.С. Богословського були присвячені Петербурзькі єгиптологічні читання 2011 року; йому ж присвячений збірник містить матеріали цих читань.

## Публікації
1. Древнеегипетские мастера. По материалам из Дер эль-Медина. — М., 1983.
2. «Слуги» фараонов, богов и частных лиц. К социальной истории Египта XVI–XIV вв. до н.э. — М., 1979.
3. Статуэтка дворцового служителя времени Тутанхамона (Stat. Louvre I, 852) // ВДИ. — 1990. — № 2 (24 березня). — С. 70–78.
4. Государственное регулирование социальной структуры в древнем Египте // ВДИ. — 1981. — № 1 (24 березня). — С. 18–34.
5. Собственность и должностное владение в древнем Египте (по материалам из Дер эль-Медина // ВДИ. — 1979. — № 1 (24 березня). — С. 3–23.

Повний список публікацій Є.С. Богословського [Архівовано 17 листопада 2020 у Wayback Machine.] на сайті Інституту східних рукописів РАН.